# تغير المناخ في عام 2022
توثق هذه المقالة الأحداث ونتائج الأبحاث والتأثيرات والاستجابات المتعلقة بالاحتباس الحراري وتغير المناخ عام 2022.

## القياسات والإحصاءات
- 13 يناير: سجلت أستراليا أعلى درجة حرارة مسجلة بنحو موثوق قرب بلدة أونسلو غرب أستراليا، وتساوي 50.7 درجة مئوية (123.3 درجة فهرنهايت).
- (فبراير): كانت دورة الألعاب الأولمبية الشتوية لعام 2022 في بكين أول من اعتمد على الثلج الاصطناعي بنسبة 100%، متجاوزةً بيونغ تشانغ (2018، 90٪) وسوتشي (2014، 80٪). إذا استمر الاحتباس الحراري خلال العقدين القادمين فمن المتوقع بحلول عام 2100 أن تكون الألعاب الشتوية غير قابلة للاستمرار في 20 من أصل 21 مكانًا مضيفًا سابقًا.
- 1 فبراير: أفادت دراسة نُشرت في مجلة بلوس كلايمت (PLOS Climate) أنه في عام 2019، سجل 57٪ من سطح المحيط العالمي حرارة شديدة مقارنة بـ 2٪ خلال الثورة الصناعية الثانية. وأنه من عام 1980 إلى 2010، كان مؤشر متوسط الحرارة العالمية مرتفعًا بنسبة 68.23٪. ذكر الباحثون أن «أجزاء كثيرة من المناطق شبه الاستوائية ومناطق خطوط العرض الوسطى قد وصلت إلى حالة شبه دائمة من الاحتباس الحراري الشديد».
- 14 فبراير: توصلت دراسة نُشرت في مجلة Nature Climate Change إلى أن الجفاف الضخم في جنوب غرب أمريكا الشمالية، الذي بدأ في عام 2000 كان أشد 22 عامًا من الجفاف فيها منذ 800 عام قبل الميلاد على الأقل، وتوقعت أن يستمر هذا الجفاف الضخم على الأرجح حتى عام 2022 بمدة الجفاف الضخم نفسها في أواخر القرن السادس عشر.
- 7 مارس: أفاد الباحثون في مجلة Nature Climate Change بأن أكثر من ثلاثة أرباع غابات الأمازون المطيرة تفقد قدرتها على الصمود بسبب إزالة الغابات وتغير المناخ منذ أوائل العقد الأول من القرن الحادي والعشرين، وفقًا لوقت التعافي من الاضطرابات قصيرة المدى («التباطؤ الخطير» (CSD))، مما يعزز النظرية القائلة بأنها تقترب من مرحلة انتقالية حرجة. في 11 مارس،[1][2] أبلغت وكالة INPE عن بيانات الأقمار الصناعية، التي تظهر مستويات قياسية عالية من إزالة غابات الأمازون في البرازيل لشهر فبراير (199 كيلومتر مربع).[3]
- 15 مارس: وفقًا لتقرير وارد من منظمة Global Energy Monitor استنادًا إلى البيانات والنمذجة على مستوى المناجم، حدد أن تعدين الفحم ينبعث منه 52.3 مليون طن من الميثان سنويًا، وهو ما ينافس النفط (39 مليون طن) والغاز (45 مليون طن)، وقابل للمقارنة بتأثر المناخ من انبعاثات ثاني أكسيد الكربون من جميع محطات الفحم في الصين.
- 24 مارس: وفقًا لدراسة نُشرت في مجلة Frontiers in Forests and Global Change، تستعرض الآليات الفيزيائية الحيوية التي تؤثر بها الغابات على المناخ، وتبين أن إزالة الغابات على نطاق واسع بعد 50 درجة شمالًا تؤدي إلى صافي تبريد عالمي، وأن إزالة الغابات الاستوائية تؤدي إلى ارتفاع كبير في الاحتباس من تأثيرات غير ثاني أكسيد الكربون، وأن الغابات الاستوائية الدائمة تساعد على تبريد متوسط درجة الحرارة العالمية بأكثر من درجة مئوية واحدة.[4][5]
- 30 مارس: ذكر قسم مراجعة الكهرباء التابع لشركة Ember أنه في عام 2021 وصلت طاقة الرياح والطاقة الشمسية إلى مستوى قياسي بلغ 10٪ من الكهرباء العالمية مع كون الطاقة النظيفة 38٪ من الإمداد، وأكثر من 36٪ للفحم. ومع ذلك، انتعش نمو الطلب مما أدى إلى ارتفاع قياسي في طاقة الفحم والانبعاثات.
- 7 أبريل: أبلغت وكالة الإدارة الوطنية للمحيطات والغلاف الجوي NOAA عن زيادة سنوية لغاز الميثان في الغلاف الجوي العالمي بمقدار 17 جزءًا في المليار في عام 2021، بمتوسط 1،895.7 جزء في المليار في ذلك العام، وهي أكبر زيادة سنوية مسجلة منذ بدء القياسات المنهجية في عام 1983. واعتبرت الزيادة البالغة 15.3 جزء في المليار خلال عام 2020 بنفسها زيادة قياسية.
- 12 أبريل: توصلت الدراسة عن عواصف عام 2020 الاستوائية ذات القوة الهائلة، التي نُشرت في مجلة Nature Communications إلى أن تغير المناخ بفعل الإنسان زاد من معدلات هطول الأمطار الشديدة مدة 3 ساعات بنسبة 10٪، ومعدلات هطول الأمطار المتراكمة مدة 3 أيام بنسبة 5٪. وأما العواصف بقوة الأعاصير فارتفعت الأرقام إلى 11٪ و8٪.
- 26 أبريل: تذكر مجموعة ميزانية الكربون العالمية 2021 (المنشورة في علوم نظام الأرض) إلى أن انبعاثات ثاني أكسيد الكربون الأحفوري قد انتعشت بنحو + 4.8٪، مقارنة بانبعاثات 2020 والعودة إلى مستويات 2019. إنها أيضًا تحدد ثلاث قضايا رئيسية لتحسين الدقة الموثوقة للرصد، الذي يبين أن الصين والهند تجاوزا مستويات عام 2019 (بنسبة 5.7٪ و3.2٪) بينما ظل الاتحاد الأوروبي والولايات المتحدة دون مستويات عام 2019 (بنسبة 5.3٪ و4.5٪)، وتحدد المجموعة التغيرات والاتجاهات المختلفة، وللمرة الأولى تقدم تقديرات النماذج المرتبطة إلى الدولة الرسمية لتقارير جرد الغازات الدفيئة. وتبين أن ميزانية الكربون المتبقية في 1 يناير 2022 ستحد من الاحتباس الحراري العالمي إلى 1.5 درجة مئوية هي 120 جيجا طن من الكربون (420 جيجا طن من ثاني أكسيد الكربون)، أو 11 عامًا من مستويات انبعاثات عام 2021.[6]

1. ↑  "Climate crisis: Amazon rainforest tipping point is looming, data shows". The Guardian (بالإنجليزية). 7 Mar 2022. Archived from the original on 2023-03-06. Retrieved 2022-04-18.
2. ↑  Boulton, Chris A.; Lenton, Timothy M.; Boers, Niklas (Mar 2022). "Pronounced loss of Amazon rainforest resilience since the early 2000s". Nature Climate Change (بالإنجليزية). 12 (3): 271–278. Bibcode:2022NatCC..12..271B. DOI:10.1038/s41558-022-01287-8. ISSN:1758-6798. S2CID:247255222.
3. ↑  Spring, Jake (11 Mar 2022). "Deforestation in Brazil's Amazon hits second straight monthly record". Reuters (بالإنجليزية). Archived from the original on 2023-03-29. Retrieved 2022-04-18.
4. ↑  "Forests help reduce global warming in more ways than one". Science News. 24 مارس 2022. مؤرشف من الأصل في 2023-03-28. اطلع عليه بتاريخ 2022-04-19.
5. ↑  Lawrence، Deborah؛ Coe، Michael؛ Walker، Wayne؛ Verchot، Louis؛ Vandecar، Karen (2022). "The Unseen Effects of Deforestation: Biophysical Effects on Climate". Frontiers in Forests and Global Change. ج. 5. DOI:10.3389/ffgc.2022.756115. ISSN:2624-893X.
6. ↑  Friedlingstein, Pierre; Jones, Matthew W.; O'Sullivan, Michael; et al. (26 Apr 2022). "Global Carbon Budget 2021". Earth System Science Data (بالإنجليزية). 14 (4): 1917–2005. Bibcode:2022ESSD...14.1917F. DOI:10.5194/essd-14-1917-2022. ISSN:1866-3508.{{استشهاد بدورية محكمة}}:  صيانة الاستشهاد: دوي مجاني غير معلم (link)
  - News report: "Cut emissions "starting now" – Global Carbon Project experts". جامعة إكستر (بالإنجليزية). Archived from the original on 2022-05-12. Retrieved 2022-05-12.